# County-klass (kryssare)
County-klass var en klass av tunga kryssare som byggdes för Royal Navy mellan 1924 och 1930, som tjänstgjorde under andra världskriget. Klassen var den första brittiska klassen av tunga kryssare med 8-tums kanoner som byggdes efter begränsningarna i 1922 års Washingtonfördrag. Av 15 planerade kryssare i klassen kom man att bygga 13 stycken, fördelade på tre underklasser. 

## Fartyg i klassen

### Kent
De första sju fartygen bildade underklassen Kent-klass, alla fartygen beställdes 1924 och togs i tjänst under 1928.

#### HMSBerwick(65)
Påbörjad: 15 september 1924, Sjösatt: 30 mars 1926, Tagen i tjänst: 15 februari 1928, Avrustad: juni 1946, Skrotad: 1948

Sjösattes den 30 mars 1926 från Fairfield Shipbuilding and Engineering Company, Govan.

#### HMSCumberland(57)
Påbörjad: 18 oktober 1924, Sjösatt: 16 mars 1926, Tagen i tjänst: 23 januari 1928, Avrustad: maj 1959, Skrotad: november 1959

Sjösattes den 16 mars 1926 från Vickers-Armstrongs varv i Barrow in Furness och togs i tjänst den 23 januari 1928 i 5th Cruiser Squadron som tillhörde China Station, hon stannade där fram till 1938. Cumberland överfördes till 8th Cruiser Squadron i september 1939. Deltog i jakten på den tyska tunga kryssaren Admiral Graf Spee, men när Slaget vid Río de la Plata inleddes så befann sig Cumberland vid Falklandsöarna för underhållsarbeten. Efter slaget så skyndade Cumberland mot Montevideo som en del av den brittiska styrkeuppbyggnaden för att ta hand om den inspärrade Graf Spee. Cumberland var det enda oskadade brittiska örlogsfartyget som fanns på plats innan Graf Spee löpte ut för att sänkas av sin egen besättning.

#### HMSSuffolk(55)
Påbörjad: 30 september 1924, Sjösatt: 16 februari 1926, Tagen i tjänst: 31 maj 1928, Avrustad: juli 1946, Skrotad: november 1948

Sjösattes den 30 september 1924 från HM Dockyard Portsmouth.

#### HMSKent(54)
Påbörjad: 15 november 1924, Sjösatt: 16 mars 1926, Tagen i tjänst: 22 juni 1928, Avrustad: mars 1945, Skrotad: november 1948

Sjösattes den 16 mars 1926 från HM Dockyard Chatham

#### HMSCornwall(56)
Påbörjad: 9 oktober 1924, Sjösatt: 11 mars 1926, Tagen i tjänst: 10 maj 1928, Sänkt 5 april 1942

Sjösattes den 11 mars 1926 från HM Dockyard Devonport. Sänkt av japanska flygplan den 5 april 1942 söder om Ceylon.

#### HMASAustralia(I84)
Påbörjad: 9 juni 1925, Sjösatt: 17 mars 1927, Tagen i tjänst: 24 april 1928, Avrustad: 31 augusti 1954, Skrotad: 1955

Sjösattes den 17 mars 1927 från John Brown & Company, Clydebank.

#### HMSCanberra(I85)
Påbörjad: 9 september 1925, Sjösatt: 31 maj 1927, Tagen i tjänst: 10 July 1928, Sänkt 9 augusti 1942

Sjösattes den 31 maj 1927 från John Brown & Company, Clydebank. Svårt skadad vid Slaget om Savo Island den 9 augusti 1942, sänkt av sin egen besättning.

### London
Den andra gruppen av fartyg som beställdes mellan 1925 och 1926 bildade London-klassen. Genom att minska på skrovets torpedskydd så minskade bredden till 20 meter, samtidig så förlängdes skrovet 84 centimeter.

#### HMSLondon(69)
Påbörjad: 23 februari 1926, Sjösatt: 14 september 1927, Tagen i tjänst: 31 januari 1929, Avrustad: september 1949, Skrotad: 1950

Sjösattes den 14 september 1927 från HM Dockyard Portsmouth

#### HMSDevonshire(39)
Påbörjad: 16 mars 1926, Sjösatt: 22 oktober 1927, Tagen i tjänst: 18 mars 1929, Avrustad: 6 oktober 1953, Skrotad: 1954

Sjösattes den 22 oktober 1927 från HM Dockyard Devonport och togs i tjänst den 18 mars 1929 i 1st Cruiser Squadron som tillhörde Mediterranean Fleet.	

#### HMSShropshire(73)
Påbörjad: 24 februari 1927, Sjösatt: 5 juli 1928, Tagen i tjänst: 12 september 1929, Överför till RAN: 1943, Avrustad: april 1947, Skrotad: 1954

Sjösattes den 5 juli 1928 från William Beardmore & Company, Dalmuir och togs i tjänst den 12 september 1929 i 1st Cruiser Squadron som tillhörde Mediterranean Fleet. Kryssaren överfördes till Australiens flotta 1943 efter att HMAS Canberra förlorats vid Slaget om Savo Island.

#### HMSSussex(96)
Påbörjad: 1 februari 1927, Sjösatt: 22 februari 1928, Tagen i tjänst: 19 mars 1929, Avrustad: februari 1949, Skrotad: 1950

Sjösattes den 22 februari 1928 från Hawthorn Leslie & Company, Hebburn.

### Norfolk
Den tredje gruppen av fartyg som beställdes mellan 1926 och 1927 bildade Norfolk-klassen.

#### HMSDorsetshire(40)
Påbörjad: 21 september 1927, Sjösatt: 24 januari 1929, Tagen i tjänst: 30 september 1930, Sänkt 5 april 1942

Sjösattes den 24 januari 1929 från HM Dockyard Portsmouth. Sänkt av japanska flygplan den 5 april 1942 söder om Ceylon.

#### HMSNorfolk(78)
Påbörjad: 8 juli 1927, Sjösatt: 12 december 1928, Tagen i tjänst: 1 maj 1930, Avrustad: maj 1949, Skrotad: 1950

Sjösattes den 12 december 1928 från Fairfield Shipbuilding & Engineering Company, Govan.